# Wesley Addy
Wesley Addy (* 4. August 1913 in Omaha, Nebraska; † 31. Dezember 1996 in Danbury, Connecticut) war ein US-amerikanischer Theater- und Filmschauspieler.

## Leben und Karriere
Nach einem abgebrochenen Wirtschaftsstudium an der University of California trat Addy zunächst in Sommertheatern auf, ehe er 1935 seine erste, wenngleich kleine Rolle am Broadway erhielt. Bereits ein Jahr später spielte er den Marcellus in Leslie Howards Produktion von Hamlet. Es folgten weitere Nebenrollen, vor allem in Shakespeare-Stücken, neben so berühmten Darstellern wie Orson Welles, Laurence Olivier und Maurice Evans. Der Einsatz im Zweiten Weltkrieg unterbrach seine Schauspielkarriere in den 1940ern für einige Jahre, an die Addy aber anschließend mühelos wieder anknüpfen konnte. Es folgten mehrere Hauptrollen am Broadway, unter anderem in zeitgenössischen Stücken von Herman Wouk, Lillian Hellman und Ruth Gordon. Die New York Times bescheinigte Addy in ihrem Nachruf eine Aura von Kultiviertheit und Vornehmheit in seinen Auftritten.
1951 machte Addy sein Filmdebüt in der Rolle eines Paters in dem Filmdrama Beichte eines Arztes – Die erste Legion an der Seite von Charles Boyer. Es folgten weitere Nebenrollen in Hollywood, in denen er oftmals „kalte, einschüchternde“ Figuren darstellte. Besonders häufig arbeitete er mit dem Regisseur Robert Aldrich zusammen; ihr erster gemeinsamer Film war der Noir-Klassiker Rattennest, in dem er den zynischen, aber prinzipientreuen Polizeileutnanten Pat Murphy verkörperte. Er spielte einen unter Kopfschmerzen leidenden Filmproduzenten in Was geschah wirklich mit Baby Jane? (1962) sowie den Sheriff in Wiegenlied für eine Leiche (1964); beide Psychothriller entstanden unter Aldrichs Regie mit Bette Davis in der Hauptrolle. Später spielte Addy nennenswerte Nebenrollen in Sidney Lumets Filmklassikern Network (1976) und The Verdict (1982). Seine letzte Rolle spielte der bereits früh ergraute Charakterdarsteller in seinem Todesjahr im Fernsehfilm Die Glut der Gewalt, wo er einen Bischof darstellte. Bereits seit den 1950er-Jahren war Addy auch regelmäßig in Fernsehserien zu sehen gewesen.
Von 1961 (nach anderen Quellen 1966) bis zu seinem Tod war er mit Schauspielkollegin Celeste Holm verheiratet; beide traten auch auf der Bühne mehrmals gemeinsam auf. Wesley Addy starb an Silvester 1996 im Alter von 83 Jahren.

## Filmografie (Auswahl)
- 1950: The Chevrolet Tele-Theatre (Fernsehserie, 1 Folge)
- 1951: Beichte eines Arztes – Die erste Legion (The First Legion)
- 1955: Rattennest (Kiss Me Deadly)
- 1955: Hollywood-Story (The Big Knife)
- 1956: Auf den Schienen zur Hölle (Time Table)
- 1957: Ums nackte Leben (The Garment Jungle)
- 1958: Vor uns die Hölle (Ten Seconds to Hell)
- 1962: Was geschah wirklich mit Baby Jane? (What Ever Happened to Baby Jane?)
- 1964: Wiegenlied für eine Leiche (Hush… Hush, Sweet Charlotte)
- 1964: Preston & Preston (The Defenders; Fernsehserie, 1 Folge)
- 1965–1969: FBI (The F.B.I.; Fernsehserie, 5 Folgen)
- 1966: Gesicht ohne Namen (Mister Buddwing)
- 1966: Der Mann, der zweimal lebte (Seconds)
- 1970: Tora! Tora! Tora!
- 1971: Die Grissom Bande (The Grissom Gang)
- 1976: Die Chronik der Adams (The Adams Chronicles; Fernseh-Miniserie, 6 Folgen)
- 1976: Network
- 1977: Detektiv Rockford – Anruf genügt (The Rockford Files; Fernsehserie, 1 Folge)
- 1977–1978: Ryan’s Hope (Fernsehserie, 27 Folgen)
- 1979: Die Europäer (The Europeans)
- 1982: The Verdict – Die Wahrheit und nichts als die Wahrheit (The Verdict)
- 1984: Die Damen aus Boston (The Bostonians)
- 1993: In der Hitze der Nacht (In the Heat of the Night; Fernsehserie, 2 Folgen)
- 1995: Schwanger von Nr. 247 (A Modern Affair)
- 1996: Davor und danach (Before and After)
- 1996: Die Glut der Gewalt (Harvest of Fire) (Fernsehfilm)